# 水墨画

松林図屏風 右隻 長谷川等伯（東京国立博物館、国宝）

松林図屏風 左隻

水墨画（すいぼくが）とは、唐代に成立したとされる墨で表現される墨絵（すみえ）の代表的画法。墨線だけでなく、墨を面的に使用し、ぼかしで濃淡・明暗を表す絵画である。墨絵とも表記される。海外ではZen（禅） painting と呼ばれる事もある。

## 中国における水墨画
中国大陸では殷の時代には墨が使用され、墨を用いた絵画も漢の時代には存在した。漢代の壁画などには墨による線と顔料による着色によって描かれたものが現存している。
唐代には墨の濃淡で表現する絵画が作られるようになった。水墨画は唐代後半に山水画の技法として成立した。また、9世紀、張彦遠は墨色には万物の色彩が含まれているとし「墨色に五彩あり」と画論で述べている。水墨画は西洋画の油絵とは異なり筆墨が紙に浸潤するような画が特徴である。また、水墨画では画家が物体の本質を知覚的・主観的に捉えたもののみが描かれ、自然再現描写を重視する西洋画のように光源を固定した背景（背景上の明暗や陰影）を描かない。
宋代には、文人官僚の余技としての、四君子（蘭竹菊梅）の水墨画が行われた。また、禅宗の普及に伴い、禅宗的故事人物画が水墨で制作された。明代には花卉、果物、野菜、魚などを描く水墨雑画も描かれた。

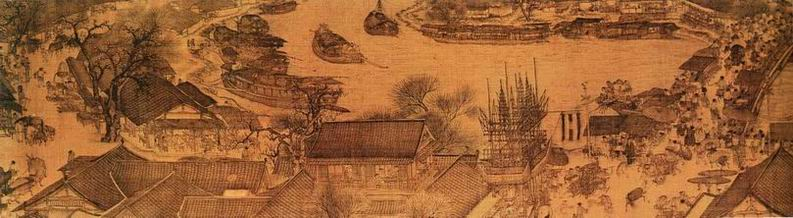
清明上河図 張択端（北宋、12世紀、北京故宮博物院）
潑墨仙人図 梁楷（南宋、13世紀、国立故宮博物院）
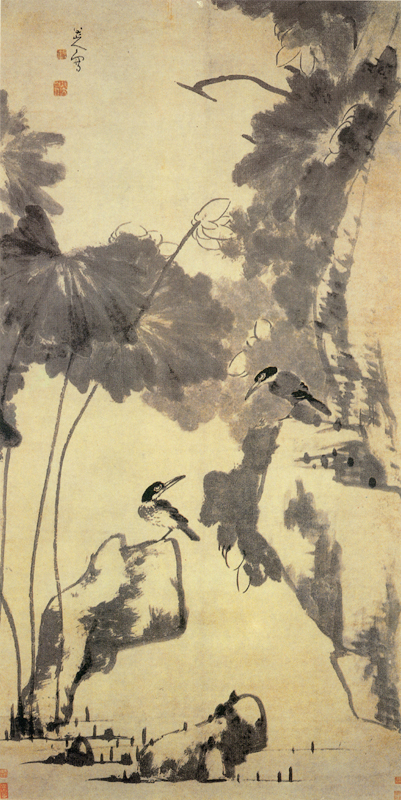
荷花小鳥図 朱耷（清、17世紀、上海博物館）

## 日本における水墨画

如拙筆　瓢鮎図　京都・退蔵院蔵

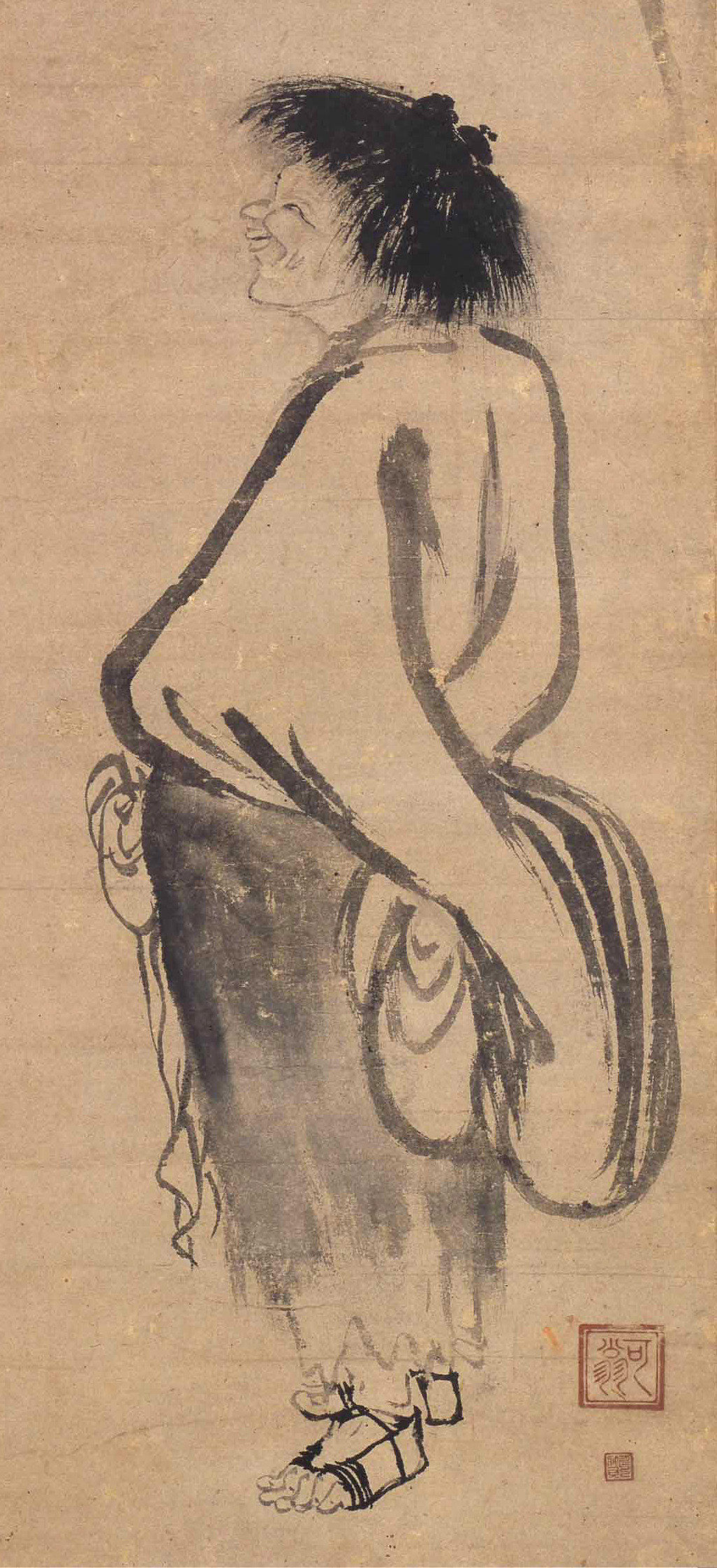
可翁筆 寒山図 個人蔵

日本へ大陸から墨が伝来すると奈良時代前後には墨を用いた木簡、典籍、壁画などに墨書や墨画がみられるようになった。
水墨画の様式は日本には鎌倉時代に禅とともに伝わった。日本に伝わった絵画は、『達磨図』・『瓢鮎図』などのように禅の思想を表すものであったが、徐々に変化を遂げ、「山水画」も書かれるようになった。
美術史で「水墨画」という場合には、単に墨一色で描かれた絵画ということではなく、墨色の濃淡、にじみ、かすれ、などを表現の要素とした中国風の描法によるものを指し、日本の作品については、おおむね鎌倉時代以降のものを指すのが通常である。着彩画であっても、水墨画風の描法になり、墨が主、色が従のものは「水墨画」に含むことが多い。
平安時代初期、密教の伝来とともに、仏像、仏具、曼荼羅等の複雑な形態を正しく伝承するために、墨一色で線描された「密教図像」が多数制作された。絵巻物の中にも『枕草子絵巻』のように彩色を用いず、墨の線のみで描かれたものがある。しかし、これらのような肥痩や濃淡のない均質な墨線で描かれた作品は「白描」（はくびょう）ないし「白画」といい、「水墨画」の範疇には含めないのが普通である。

### 初期水墨画
中国における水墨画表現は唐時代末から、五代～宋時代初め（9世紀末～10世紀）にかけて発達した。中国の水墨画が写実表現の追求から自発的に始まったものであるのに対し、日本の水墨画は中国画の受容から始まったものである。日本における水墨画の受容と制作がいつ頃始まったかは必ずしも明確ではない。すでに12世紀末頃の詫磨派の仏画に水墨画風の筆法が見られるが、本格的な水墨画作品が現れるのは13世紀末頃で、中国での水墨画発祥からは4世紀近くを経ていた。
日本における水墨画の技法は中国から流入したが、必ずしも中国における主流の様式だけが受容されたわけではなく、また独自の道徳観や文化観とも相まって中国の水墨画とは異なる道をたどることとなった。
13世紀末から14世紀頃までの日本の水墨画を美術史では「初期水墨画」と呼んでいる。水墨画がこの頃盛んになった要因としては、日本と中国の間で禅僧の往来が盛んになり、宋・元の新様式の絵画が日本にもたらされたことが挙げられる。13世紀になり、無学祖元、蘭渓道隆らの中国禅僧が相次いで来日した。彼らは絵画を含め宋・元の文物や文化を日本へもたらした。鎌倉にある円覚寺の仏日庵の所蔵品目録である「仏日庵公物目録」（ぶつにちあんくもつもくろく）は、元応2年（1320年）に作成された目録を貞治2年（1363年）頃に改訂したものであるが、これを見ると、当時の円覚寺には多数の中国画が所蔵されていたことが分かる。
日本の初期水墨画は、絵仏師や禅僧が中心となって制作が始められた。師資相承（師匠から弟子へ仏法を伝える）を重視する禅宗では、師匠の法を嗣いだことを証明するために弟子に与える頂相（ちんぞう、禅僧の肖像）や禅宗の始祖の達磨をはじめとする祖師像などの絵画作品の需要があった。この時期に制作された水墨画の画題としては、上述の頂相、祖師像のほか、道釈画（道教および仏教関連の人物画）、四君子（蘭、竹、菊、梅を指す）などが主なものである。なお、水墨画と禅宗の教義とには直接の関係はなく、水墨画は禅宗様の建築様式などと同様、外来の新しい文化として受容されたものと思われる。鎌倉時代の絵巻物に表現された画中画を見ると、当時、禅宗以外の寺院の障子絵などにも水墨画が用いられていたことが分かる。
14世紀の代表的な水墨画家としては、可翁、黙庵、鉄舟徳済などが挙げられる。可翁については作品に「可翁」の印が残るのみで伝記は不明だが、元に渡航した禅僧の可翁宗然と同人とする説が有力である。黙庵は元に渡り、同地で没した禅僧である。鉄舟徳済は夢窓疎石の弟子の禅僧で、やはり元に渡航している。
代表作
- 達磨図（山梨・向嶽寺蔵、国宝） - 達磨の衣などに彩色があるが、水墨画の筆法で描かれている。絵の上部に蘭渓道隆の賛があることから、蘭渓の没した1278年が制作年代の下限である。
- 蘭渓道隆像（神奈川・建長寺蔵、国宝） - 着彩画であるが、中国画と同様の筆法で描かれている。この時代の頂相の代表作である。絵の上部に文永8年（1271年）の蘭渓自身の賛がある。
- 可翁筆　寒山図（長野・サンリツ服部美術館蔵[注釈 1]、国宝)　- 寒山は中国・唐代に浙江省にある天台山の国清寺に住んでいたという伝説的な隠者で、拾得とともに水墨画の好画題とされる。

### 室町水墨画

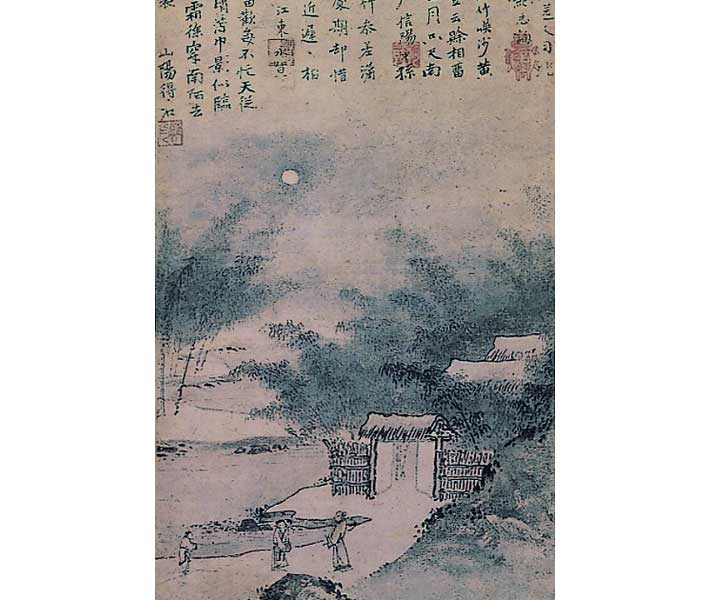
柴門新月図（藤田美術館、国宝）

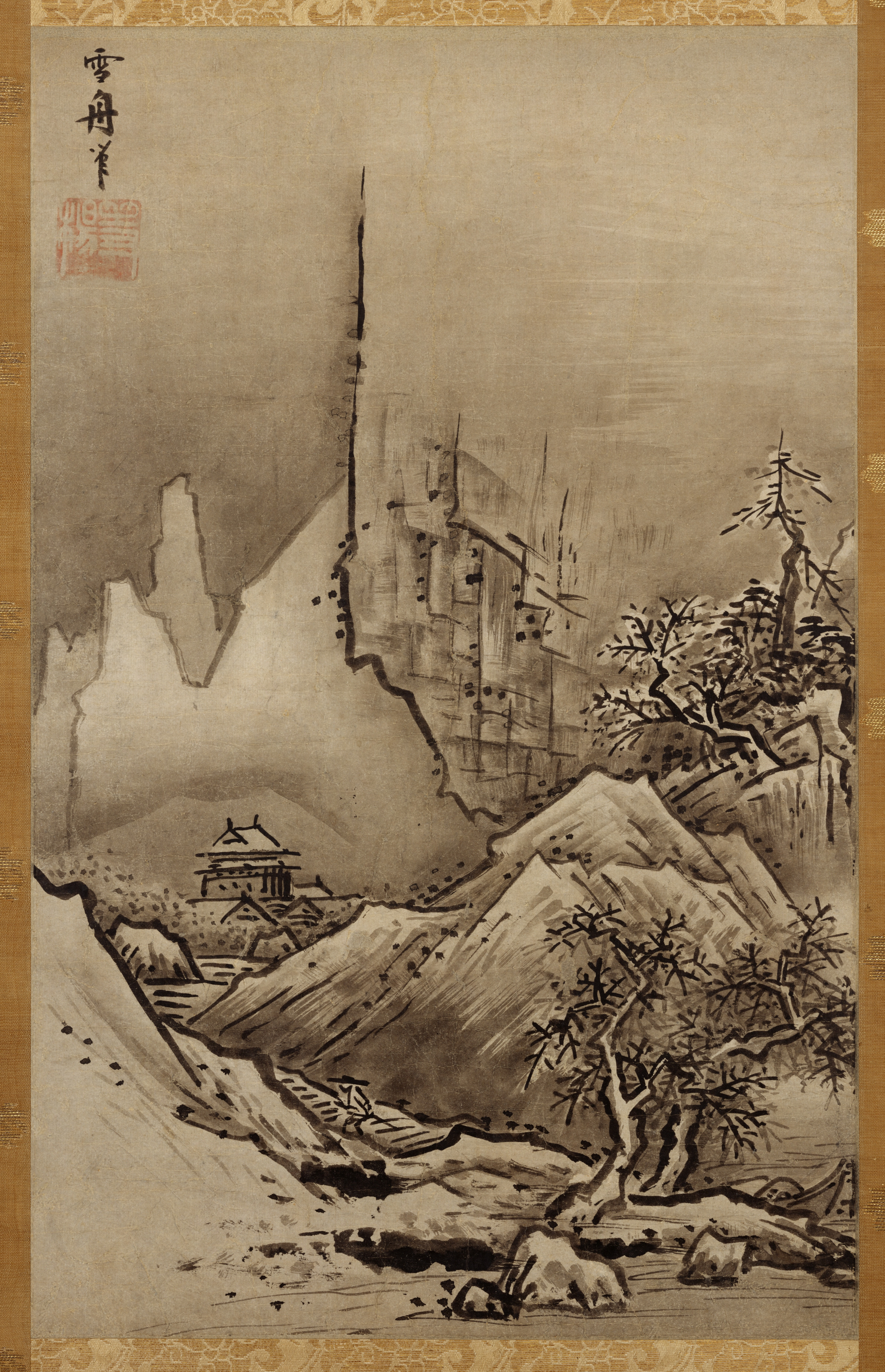
雪舟筆　秋冬山水図のうち冬景

室町時代は日本水墨画の全盛期と言ってよいであろう。足利家が禅宗を庇護したこともあり、禅文化や五山文学が栄え、足利家の寺である京都の相国寺からは如拙、周文、雪舟をはじめとする画僧を輩出した。また、東福寺の画僧の吉山明兆は、濃彩の仏画から水墨画まで幅広い作品を制作した。8代将軍足利義政は政治を省みなかったが、文化の振興には力を入れ、唐物と呼ばれる中国舶載の書画、茶道具などを熱心に収集・鑑賞した。当時の日本で珍重されたのは、中国の南宋時代の画家の作品で、夏珪、馬遠、牧谿（もっけい）、梁楷、玉澗（ぎょくかん）らが特に珍重された。牧谿、梁楷、玉澗などは中国本国よりも日本で評価の高い画家である。なお、室町時代の日本画壇が水墨画一色であったと考えるのは誤りで、この時代には伝統的な大和絵の屏風も盛んに描かれていたことが、20世紀後半以降の研究で明らかになっている。
14世紀までの日本水墨画が頂相、祖師図、道釈画などの人物画や花鳥画を中心としていたのに対し、15世紀には日本でも本格的な山水画が描かれるようになる。日本の水墨山水画のうち、最も初期の作とされるものは、「思堪」という印章のある『平沙落雁図』（個人蔵）である。この作品には中国出身の禅僧の一山一寧の賛があり、彼の没年である1317年が制作年代の下限となる。画面下部に「思堪」の朱印があり、これが画家名と思われるが、その伝記等は不明である。この『平沙落雁図』にはまだ水墨画の画法をこなしきれていない稚拙な部分があり、遠近感の表現なども十分で はない。それから約1世紀を経た応永年間（15世紀初頭）に、「詩画軸」と称される一連の作品が制作される。
「詩画軸」とは、「詩・書・画一体」の境地を表したもので、縦に長い掛軸の画面の下部に水墨画を描き、上部の余白に、画題に関連した漢詩を書いたものである。この種の詩画軸で年代の分かる最古のものとされるのが藤田美術館蔵の『柴門新月図』（さいもんしんげつず）で、応永12年（1405年）の作である。この図は杜甫の詩を題材にしたもので、絵の上部には序文に続いて18名の禅僧が詩文を書いており、絵よりも書の占めるスペースが倍以上大きい。15世紀前半に制作された詩画軸の代表作としては他に『渓陰小築図』、『竹斎読書図』、『水色巒光図』（すいしょくらんこうず）などがあり、絵の筆者は『渓陰小築図』が明兆、『竹斎読書図』、『水色巒光図』が周文との伝えもあるが、確証はない。この時期の詩画軸は、「書斎図」と呼ばれる、山水に囲まれた静かな書斎で過ごす、文人の理想の境地を題材にしたものが多い。
この時代にはようやく画人の名前と個性が明確になってくる。相国寺の画僧の如拙は、『瓢鮎図』（ひょうねんず、京都・退蔵院蔵）を初め、若干の作品が知られる。やはり相国寺の画僧であった周文は、幕府の御用絵師としての事績が文献からは知られ、詩画軸、山水屏風などに「伝周文筆」とされる作品が多数残るが、確証のある作例は1点もない。
15世紀の後半には、水墨画家としてのみならず、著名な画家の一人である雪舟（1420年 - 1502年/1506年）が登場する。雪舟は備中国（岡山県）の出身で、地方武士の血を引くと言われる。上京して相国寺の僧となるが、後に大内氏を頼って山口に移住。応仁の乱（1467年 - 1477年）の始まりと前後して中国・明に渡航、足掛け3年滞在して帰国した。帰国後は山口、大分など、もっぱら地方を遍歴して制作し、80歳代まで作品を残している。雪舟は明応4年（1495年）、76歳の時、弟子の宗淵に与えた作品『山水図』（通称「破墨山水図」）の自賛に、「自分は絵を学ぶために明に渡航したが、そこには求める師はいなかった」と記し、先輩に当たる如拙や周文の画業をたたえている。この自賛は、日本の画家が自らの画業について語ったものとしては最古のものであり、日本画家としての自負が窺える。雪舟は中国絵画の影響を消化しつつ『天橋立図』のような日本の実景を題材にした独自の水墨画を制作した。また、多くの弟子を育成し、彼らの中には秋月（薩摩出身）、宗淵（鎌倉円覚寺の画僧）など、それぞれの出身地に帰って活躍した者もいた。こうした面でも、雪舟が日本絵画に与えた影響は大きかった。
室町時代には、地方にも多くの画人が現れ、その多くは武家の出身であった。その代表的な存在が、常陸国太田（茨城県常陸太田市）の武家出身の画家の雪村であった。雪村は後に出家して画僧となり、関東地方と会津地方で80歳代まで制作を続けたが、その作品には武家の出身らしい気迫のこもったものが多い。
この時代には他にも多くの水墨画家がいた。著名な者としては、曾我蛇足、松谿、岳翁蔵丘らがいるが、これらの人物の伝記はあまり明らかでない。足利将軍家に仕えた「同朋衆」（唐物の目利きなど、芸術顧問的な仕事をしていた）の阿弥派一族（能阿弥、芸阿弥、相阿弥）も水墨の作品を残している。

## 著名な水墨画家
- 雪舟
- 長谷川等伯
- 俵屋宗達
- 尾形光琳
- 伊藤若冲
- 仙厓義梵
- 長沢芦雪
- 小川芋銭

竹斎読書図 伝・周文（東京国立博物館、国宝）
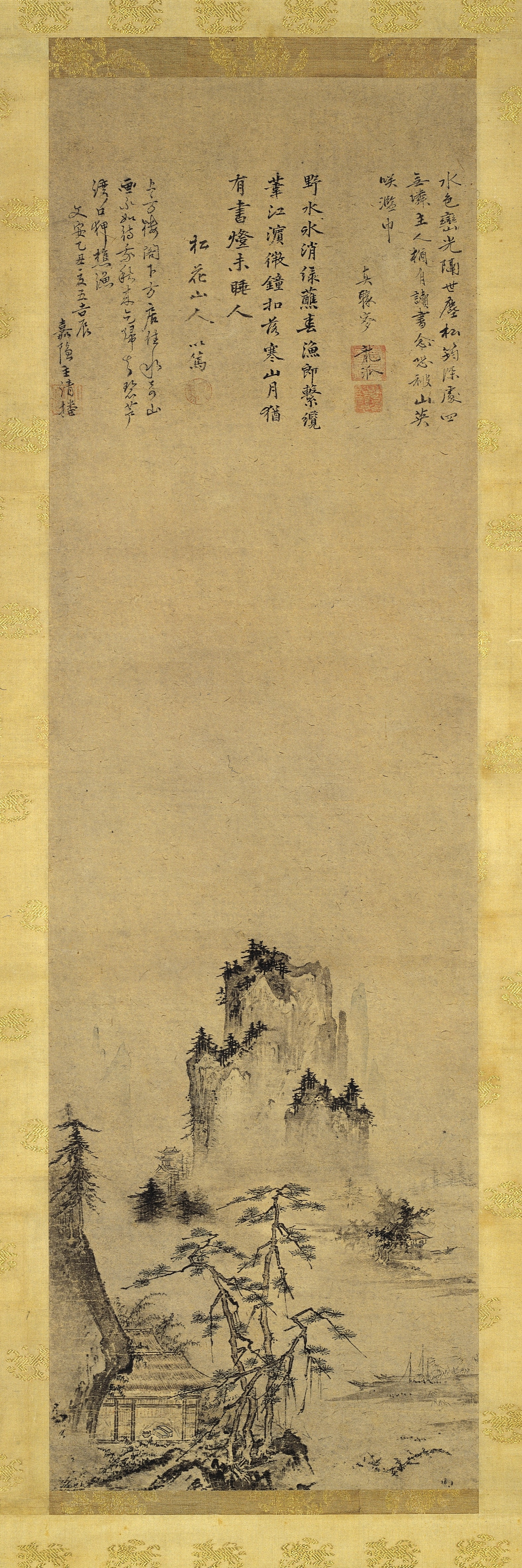
山水図（水色巒光図）（奈良国立博物館、国宝）
山水図（破墨山水図）雪舟（東京国立博物館、国宝）
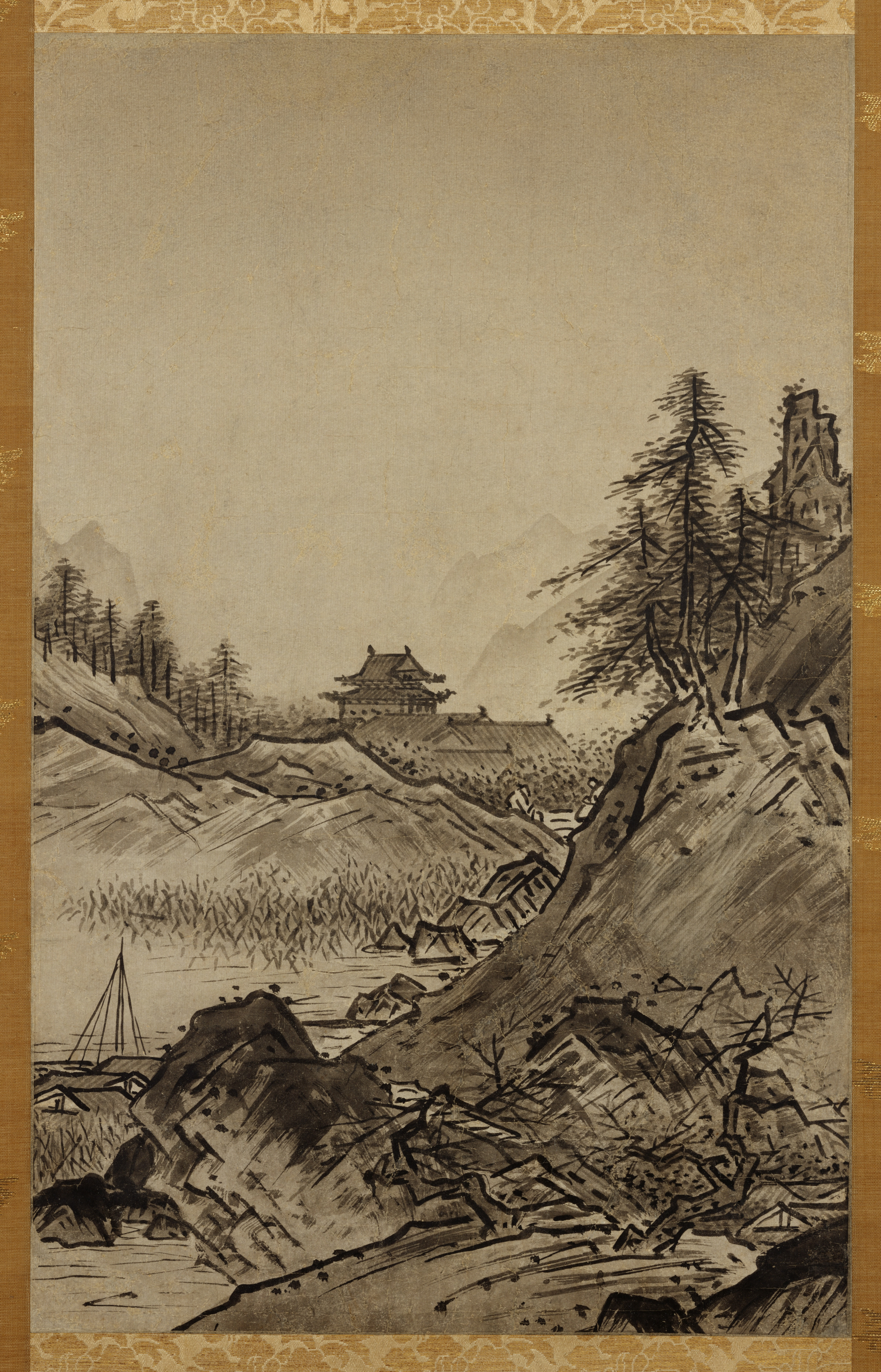
秋冬山水図（秋景）雪舟（東京国立博物館、国宝）
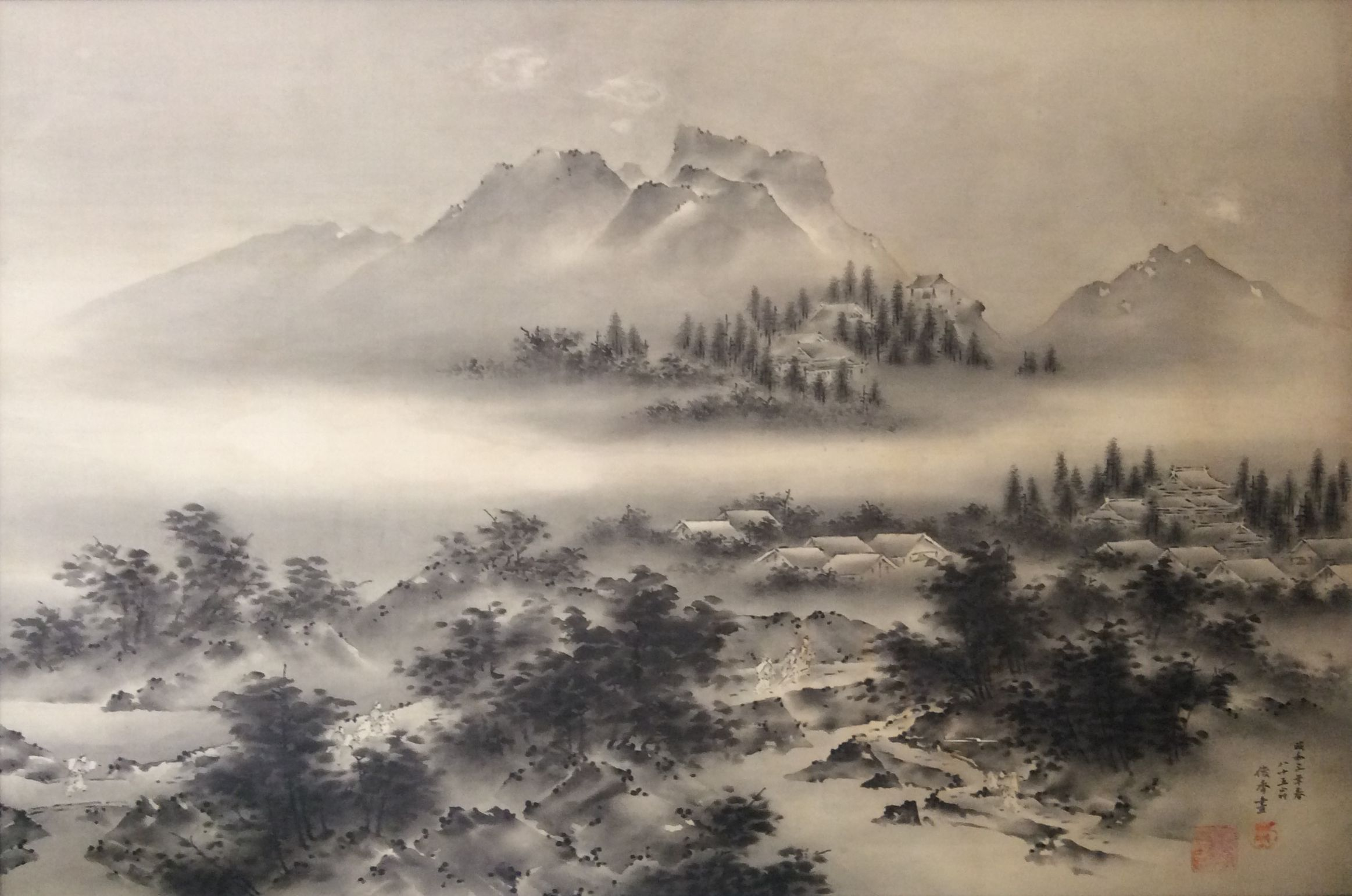
溌墨山水図 杉浦俊香 昭和3年（1928年）作 個人蔵